# Исландская хоккейная лига 2006/2007
В 2006—2007 годах прошел 16-й сезон Исландской хоккейной лиги.

## Регулярный сезон
|    | Клуб      | И  | В  | ВО | ПО | П  | Голы  | Очки |
| -- | --------- | -- | -- | -- | -- | -- | ----- | ---- |
| 1. | Рейкьявик | 16 | 11 | 0  | 0  | 5  | 87:70 | 33   |
| 2. | Акюрейри  | 16 | 7  | 1  | 0  | 8  | 74:73 | 23   |
| 3. | Бьёрнин   | 16 | 5  | 0  | 1  | 10 | 78:96 | 16   |

И = Игры, В = Выигрыш, Н = Ничья, П = Поражение, ВО = Выигрыш в овертайме, ПО = Поражение в овертайме

## Финал
Матчи прошли 17, 19, 21, 23 и 25 апреля 2007:
- Рейкьявик - Акюрейри 3:2 (2:5, 8:4, 1:2, 4:3, 2:2 булл 4-2)

## Статистика и рекорды
- Было сыграно 29 матчей, в которых забито 272 гола (9,37 за игру).
- Крупнейшая победа: (24.03.2007) «Рейкьявик» - «Бьёрнин» 10-3
- Самый результативный матч: (21.03.2007) «Рейкьявик» - «Бьёрнин» 9-8
- Самые нерезультативные матчи: 3 матча, в которых забито по 3 гола